# Protesty w Korei Północnej (2011)
Protesty w Korei Północnej – protesty na tle ekonomicznym, które miały miejsce 14 lutego 2011 roku, dwa dni przed urodzinami Kim Dzong Ila. Prawdopodobnie były one pierwszymi w historii, których uczestnicy nie trafili do obozów koncentracyjnych lub nie zostali zamordowani przez północnokoreańskie służby bezpieczeństwa.

## Przebieg protestów
Protesty odbyły się początkowo w Chŏngju, Ryongch’ŏn i Sunch'ŏn w pobliżu granicy z Chinami. Manifestanci domagali się żywności i prądu. Kilka dni później w Sinŭiju doszło do zamieszek, w których protestujący walczyli z wojskowymi. W wyniku walk kilka osób zostało rannych.
Północnokoreańskie Ministerstwo Bezpieczeństwa wszczęło śledztwo w sprawie incydentu. Z powodu milczenia świadków nie udało się ustalić tożsamości protestujących.

## Reakcje władzy
W wyniku protestów władze przeprowadziły „oczyszczanie elit” z osób, które studiowały za granicą, w celu niedopuszczenia do zamachu stanu. Dodatkowo Pjongjang ogłosił mobilizację wojsk, aby nie dopuścić do protestów podobnych jak w krajach arabskich. Chiński minister bezpieczeństwa spotkał się z władzami w Pjongjangu w celu niedopuszczenia do masowych protestów w Chinach i w Korei Północnej.